# Partido Unidade Nacional

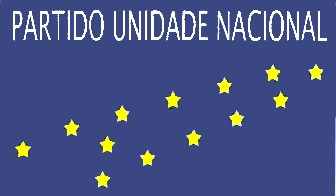
Flagge der Partido Unidade Nacional

Die Partido Unidade Nacional PUN (Tetum: Partidu Unidade Nacional, deutsch: Partei der Nationalen Einheit) ist eine christlich-demokratische Partei des politischen Zentrums in Osttimor. Ihre Vorgängerin, die Nationalpartei (Partidu Nacional), wurde von Fernanda Borges im Oktober 2005 gegründet. Aus ihr ging die PUN hervor, die am 17. Januar 2007 offiziell registriert wurde. Führende Mitglieder der Colimau 2000 sind Mitglieder der PUN. Auch Teile der katholischen Kirche Osttimors unterstützen die PUN. Ihren Schwerpunkt hat die Partei in den westlichen Gemeinden von Ermera und Bobonaro. Parteivorsitzende ist Fernanda Borges, Generalsekretärin ist  Maria Fatima de Deus.
Die Partei gibt an, sie hätte eine Basis von 100.000 Personen, was einem Zehntel der Bevölkerung entsprechen würde. Bei ihrem Gründungsparteitag sollen 426 Delegierte aus 131 Dörfern von acht damaligen Distrikten anwesend gewesen sein. Mit dem Justizministerium gab es Streit wegen der Registrierung der Partei. Erst das Tribunal de Recurso de Timor-Leste (deutsch Berufungsgericht Osttimors) bestätigte die Registrierung für die Parlamentswahlen am 30. Juni 2007.
2018 entzog das Tribunal de Recurso de Timor-Leste der PUN, wegen nicht Erfüllung der gesetzlichen Bedingungen, wieder die Zulassung als Partei.

## Parteiprogramm

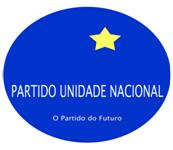
Logo der PUN

Die Partei legt ihren Fokus auf die Stärkung von Gleichheit und Demokratie und setzt sich für die Menschenrechte und christliche Werte ein. Die Grundbedürfnisse der Menschen sollen gesichert werden. Die PUN glaubt, dass es an Moral in der timoresischen Politik mangelt und christliche Prinzipien und Politik die Lösung sind. Wie die UDT ist die PUN der Ansicht, sie müsse sich gegen Kommunisten und ihren negativen Einfluss auf die timoresische Politik stellen.
In der Wirtschaftspolitik setzt die PUN auf Privatunternehmen für eine expandierende Wirtschaft und zur Steigerung des Lebensstandard und Wohlstand. Die Regierung soll nur wenig intervenieren und die Partei will einen freieren Zugang zu den lokalen Märkten ermöglichen. Die Industrie soll dezentralisiert und die Landwirtschaft für den Export weiter entwickelt werden.
Die PUN steht nach eigenen Angaben für Demokratie, Redefreiheit, Religionsfreiheit und Vereinigungsfreiheit. Die Gewaltenteilung und Recht, Fairness und Gleichheit für jedermann gehören ebenfalls zum Programm der PUN, ebenso die Gleichberechtigung der Frau und Antikorruptionsgesetze. Auf Gemeindeebene soll es gewählte Lokalregierungen geben. Für die Opfer der Gewalt von 1975 bis 1999 soll es Gerechtigkeit geben.
Die Nationalpolizei (PNTL) soll reformiert und besser ausgebildet werden. Prostitution und Abtreibung sollen verboten werden. Die Kindersterblichkeit soll durch Schwangerschafts- und postnatale Beratung gesenkt werden. Für alle Timoresen soll es freie Bildung geben. In die Infrastruktur soll investiert werden, vor allem in den ländlichen Gebieten. Die natürliche Schönheit des Landes und die Umwelt soll aber geschützt werden.

## Abschneiden bei Wahlen
Heftige Kritik der anderen Parteien fand, während des Wahlkampfes zu den Parlamentswahlen 2007, der Aufruf der Diözese Dili an alle Christen die PUN zu wählen.
Die PUN strebte keine Regierungskoalition mit anderen Parteien an. Für die Unruhen in Osttimor 2006 und die desolate Situation im Lande machte Borges sowohl den damaligen Premierminister Marí Alkatiri, als auch den damaligen Präsidenten Xanana Gusmão und seinen Nachfolger José Ramos-Horta verantwortlich. Auch nach der Wahl blieb sie bei dieser Position: „Wir wollen eine Oppositionspartei im Nationalparlament sein, die ihren Fokus auf Gerechtigkeit und gegen Vetternwirtschaft, Korruption und Nepotismus im Lande richtet“
Die PUN erhielt 18.896 Stimmen, was 4,55 % der gültigen Stimmen entspricht. Die größte Unterstützung fand sie im damaligen Distrikt Ermera, wo sie 19,17 % (8.149 Stimmen) der Stimmen erhielt und zweitstärkste Partei wurde. Überdurchschnittlich war der Stimmanteil der PUN auch in den Distrikten Bobonaro (9,77 %, 3.710 Stimmen) und Manufahi (6,01 %, 1.153 Stimmen).
Drei Abgeordnete vertraten zunächst die PUN im Nationalparlament Osttimors: Dr. Fernanda Mesquita Borges, José dos Reis Francisco Abel und Vizeparteichef Mateus de Jesus. Im Laufe der Legislaturperiode verließ Abel das Parlament. Für ihn rückte Domingos Canossa Caldeira Mesquita nach. Mateus de Jesus verließ die PUN und saß dann bis zum Ende der Legislaturperiode als unabhängiger Abgeordneter im Parlament.
Bei den Parlamentswahlen 2012 scheiterte die PUN mit nur 3.191 Stimmen (0,68 %) an der Drei-Prozent-Hürde. Das beste Ergebnis erzielte sie noch in ihrer alten Hochburg Ermera mit 1,45 % der Stimmen und in Aileu mit 1,40 %.